# Húnaþing vestra
Húnaþing vestra è un comune islandese della regione di Norðurland vestra.
Nel gennaio 2012 ha inglobato il comune di Bær.